# Рольф Пінгель
Рольф Пінгель (нім. Rolf Pingel; 1 жовтня 1913, Кіль — 4 квітня 2000, Лоллар) — німецький льотчик-ас винищувальної авіації, майор люфтваффе. Кавалер Лицарського хреста Залізного хреста. 

## Біографія
Після закінчення льотної підготовки в березні 1936 року був направлений у новостворену 1-у групу 134-ї винищувальної ескадри. У листопаді того ж року він прибув в Іспанію і був зарахований 2-гу ескадрилью 88-ї винищувальної ескадри. Спочатку Пінгель літав на Не-51В, а в кінці травня 1937 його ескадрилья отримала Bf-109D. Першу перемогу здобув 5 червня, збивши І-16. Потім він збив ще 5 республіканських літаків: 8 липня — АНТ-40, 12 липня — АНТ-40 та І-16, 16 липня та 22 серпня — ще 2 І-16. У вересні 1937 року Пінгель повернувся в Німеччину. 1 жовтня того ж року очолив 2-гу ескадрилью 334-ї винищувальної ескадри (з 1 листопада 1938 року — 133-ї, а з 1 травня 1939 року — 53-ї винищувальної ескадри).
Першу перемогу у Другій світовій війні Пінгель здобув вдень 10 вересня 1939 року, збивши над Сааром французький літак-розвідник ANF Les Mureaux 113. Потім перед полуднем 30 вересня він досяг нового успіху, збивши на захід від Саарбрюккена Fairey Battle зі 150-ї ескадрильї. В травні-червні 1940 року в ході Французької кампанії здобув 6 перемог, у тому числі 14 травня на південь від Седана в двох вильотах збив 2 винищувачі, а 11 червня в районі Реймса в одному вильоті — 2 M.S.406. 22 серпня очолив 1-у ескадрилью 26-ї винищувальної ескадри. Увечері 29 серпня в бою над Ла-Маншем, в районі мису Данджнес, Пінгель збив 2 Supermarine Spitfire, а ввечері 7 вересня, знову збивши «Спітфайр», він досяг кордону в 20 перемог (з урахуванням Іспанії). 14 вересня Пінгель здобув чергову перемогу. Вдень 28 вересня в бою над Мейдстоном збив Hawker Hurricane з 249-ї ескадрильї, але його Bf-109E-4 (бортовий номер 3756) отримав важкі пошкодження. Пінгелю вдалося дотягнути до Ла-Маншу і в районі Гастінгса здійснити вимушену посадку на воду. Пілот провів у воді кілька годин, перш ніж його підібрав німецький рятувальний катер. 5 листопада він здобув нову перемогу, збивши «Спітфайр». У червні 1941 року рахунок Пінгеля знову став зростати, коли він збив чотири британські літаки, у тому числі 16 червня 2 в одному вильоті.
Вдень 2 липня південніше Дюнкерка збив черговий «Спітфайр». 10 липня в районі Дувру в ході атаки Short Stirling, який повертався після нальоту на залізничну станцію Азбрук, його Bf-109F-2 W (бортовий номер 12 764) був підбитий хвостовим стрільцем бомбардувальника. Сівши із заглухлим двигуном «на живіт» у полі біля Дувру, Пінгель потрапив у полон. Всього за час бойових дій здійснив близько 550 бойових вильотів (з них 200 в Іспанії) і збив 28 літаків (з них 6 іспанських).

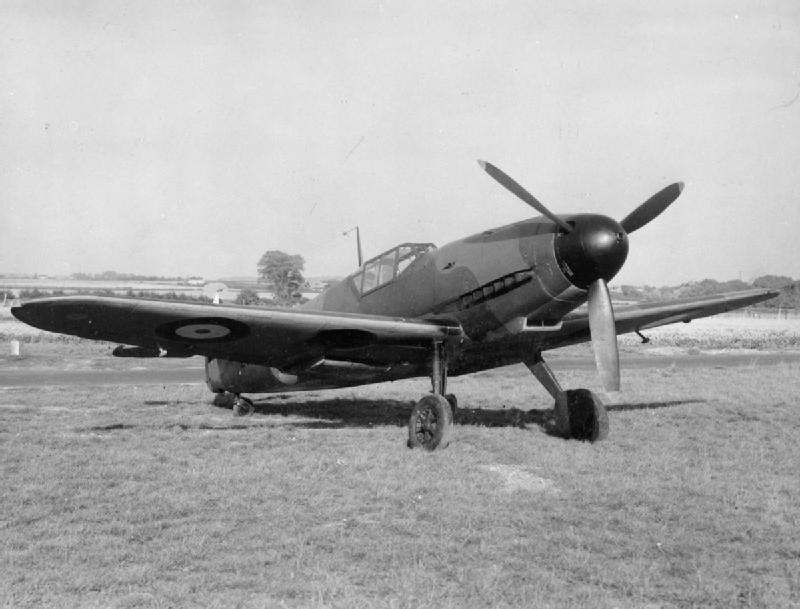
ES906.

Винищувач Пінгеля був відремонтований і прийнятий на озброєння Королівських ВПС під серійним номером ES906. 20 жовтня 1941 року літак, яким керував льотчик-поляк Мар'ян Скальський, розбився під час випробувального польоту; пілот загинув.

## Нагороди
- Нагрудний знак пілота
- Нагрудний знак пілота легіону «Кондор»
- Медаль «За вислугу років у Вермахті» 4-го класу (4 роки)
- Медаль «За Іспанську кампанію» (Іспанія)
- Іспанський хрест в золоті з мечами
- Медаль «У пам'ять 1 жовтня 1938»
- Залізний хрест 2-го і 1-го класу
- Лицарський хрест Залізного хреста (14 вересня 1940)
- Нагрудний знак «За поранення» в чорному — за поранення, отримане 28 вересня 1940 року.
- Авіаційна планка винищувача в золоті з підвіскою «500» (1941)